# 北部地域 (ブラジル)
北部地域(ポルトガル語：Região Norte do Brasil)は、ブラジル北西部の地域。2016年の人口は1770万7783人で、全国の8.6%を占め、5地域中4位。面積は385万3677km2で、全国の45.3%を占め、5地域中最大。アクレ州、アマゾナス州、アマパ州、トカンティンス州、パラー州、ロライマ州、ロンドニア州の7州から成る。

## 地理

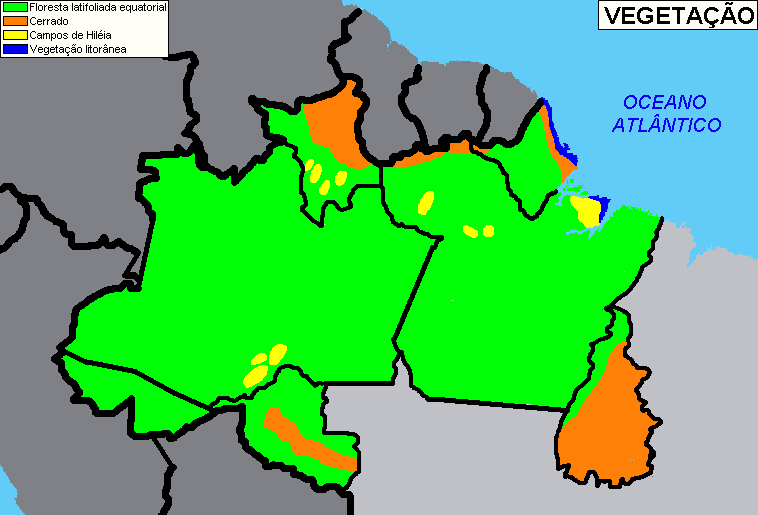
植生分布。緑はアマゾン熱帯雨林。橙はカンポ・セハード。青は海岸植生。黄はHiliéanの草原。

気候区分。濃い青：熱帯雨林気候(Af)、
青：熱帯モンスーン気候(Am)、水色：サバナ気候(Aw)、黄色：温暖湿潤気候(Cfa)、黄緑：温帯夏雨気候(Cwa)

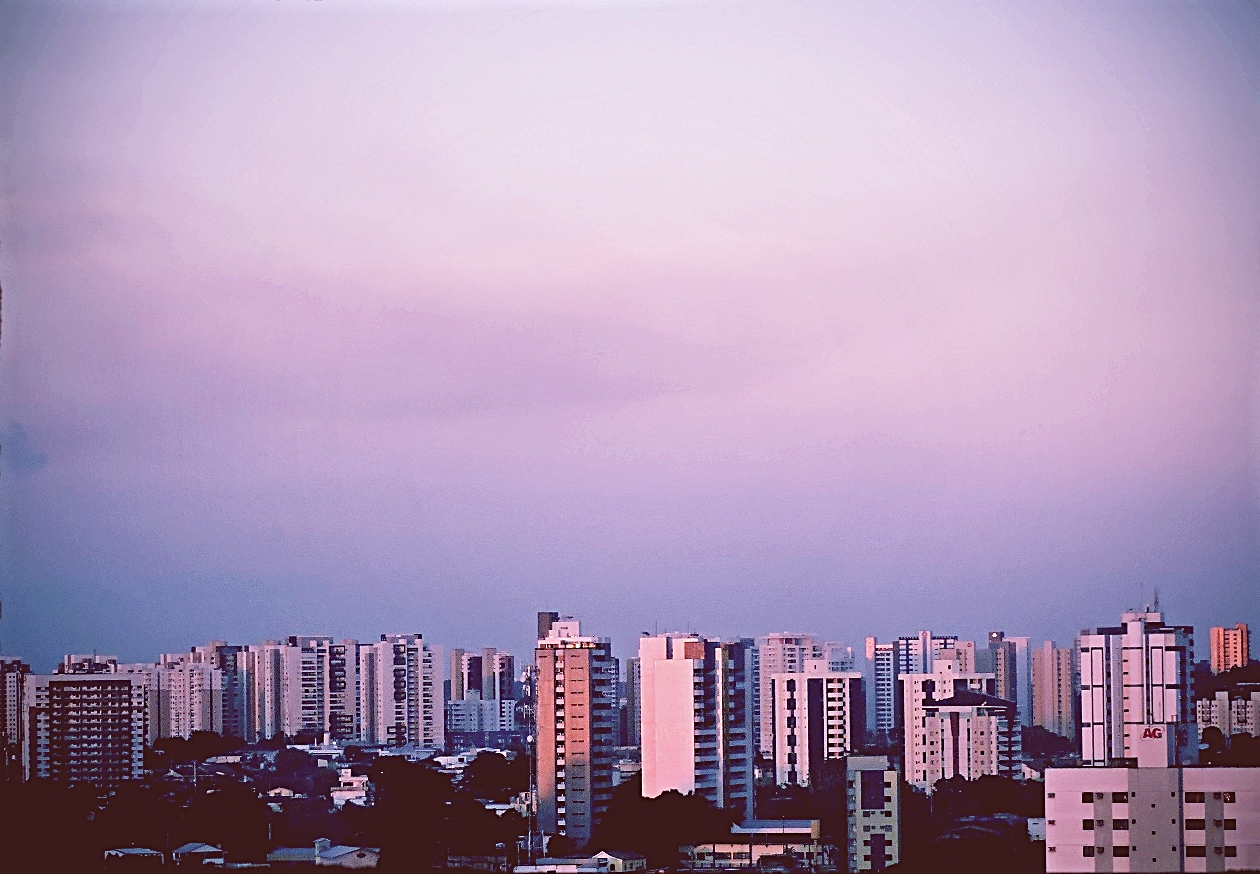
最大都市のマナウス

地上最大の生物多様性を持つアマゾン熱帯雨林が大部分を占める。

## 主要都市
人口は2016年の値。
- マナウス：208万3780人(アマゾナス州州都・最大都市)
- ベレン：143万3670人(パラー州州都)
- アナニンデウア：50万9580人
- ポルト・ヴェーリョ：46万6130人(ロンドニア州州都)
- マカパ：44万5630人(アマパー州州都)
- リオ・ブランコ：34万6210人(アクレ州州都)
- ボア・ヴィスタ：31万8940人(ロライマ州州都)
- パルマス：27万1780人(トカンティンス州州都)
- サンタレン：21万5690人
- マラバ（英語版）：21万2790人

## 民族
インディオと呼ばれる先住民とヨーロッパ人の混血であるカボクロが多い。ヨーロッパ系のほとんどがポルトガル、フランス、スペイン出身である。
南部地域や南東部地域からの移民が多い。
20世紀には北東部地域からの移民が多く、アマゾナス州やアクレ州のゴム農園で働いた。
- 褐色人種(混血)：68.7%
- 白色ブラジル人（英語版）：23.9%
- アフリカ系ブラジル人：6.2%
- 先住民：0.7%
- アジア系ブラジル人（英語版）：0.49%

## 経済
農業が中心で、ラテックスやアサイーが特徴である。鉱業ではパラー州のカラハス山脈で金や宝石、錫石、錫が、アマパー州のナヴィオ山脈で鉄、マンガンが採掘される。

## 言語
公用語はポルトガル語で、小学校で教えられる。一部の高校で英語やスペイン語が教えられる。

## 教育
- アクレ連邦大学（英語版）(UFAC)
- アマゾナス州立大学（英語版）(UEA)
- アマゾナス連邦大学（英語版）(UFAM)
- アマゾニア大学（英語版）(UNAMA)
- アマパ－連邦大学（英語版）(UNIFAP)
- トカンティンス連邦大学（英語版）(UFT)
- パラー州立大学（英語版）(UEPA)
- パラー連邦大学（英語版）(UFPA)
- ロライマ連邦大学（英語版）(UFRR)
- ロンドニア連邦大学（英語版）(UNIR)

## 交通

### 陸路
- アマゾン横断高速道路（英語版）

### 水路
河川交通が盛ん。

### 空路
- ヴァウ＝デ＝カンス国際空港：ベレン
- エドゥアルド・ゴメス国際空港：マナウス